# Princeton (Virginie-Occidentale)
Pour les articles homonymes, voir Princeton.
La ville de Princeton est le siège du comté de Mercer, situé dans l’État de Virginie-Occidentale, aux États-Unis. Sa population s’élevait à 6 432 habitants lors du recensement de 2010, estimée à 5 741 habitants en 2018.

## Histoire
La ville doit son nom à Princeton dans le New Jersey. C'est là que s'est déroulée la bataille de Princeton, au cours de laquelle est mort Hugh Mercer, le militaire ayant donné son nom au comté
.

## Jumelage
- Iochkar-Ola (Russie) depuis 1991.

## Galerie photographique

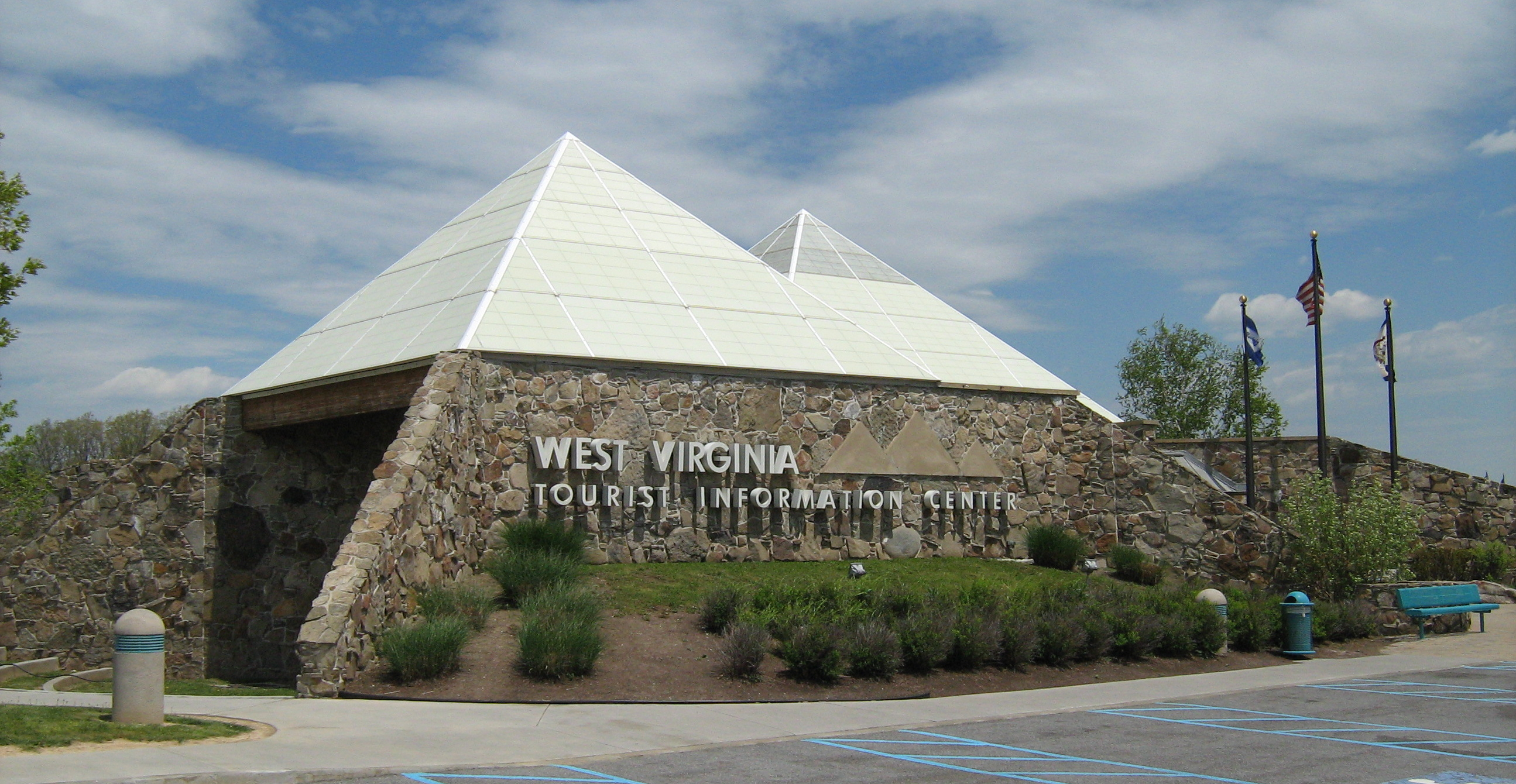
Le centre d’information touristique.
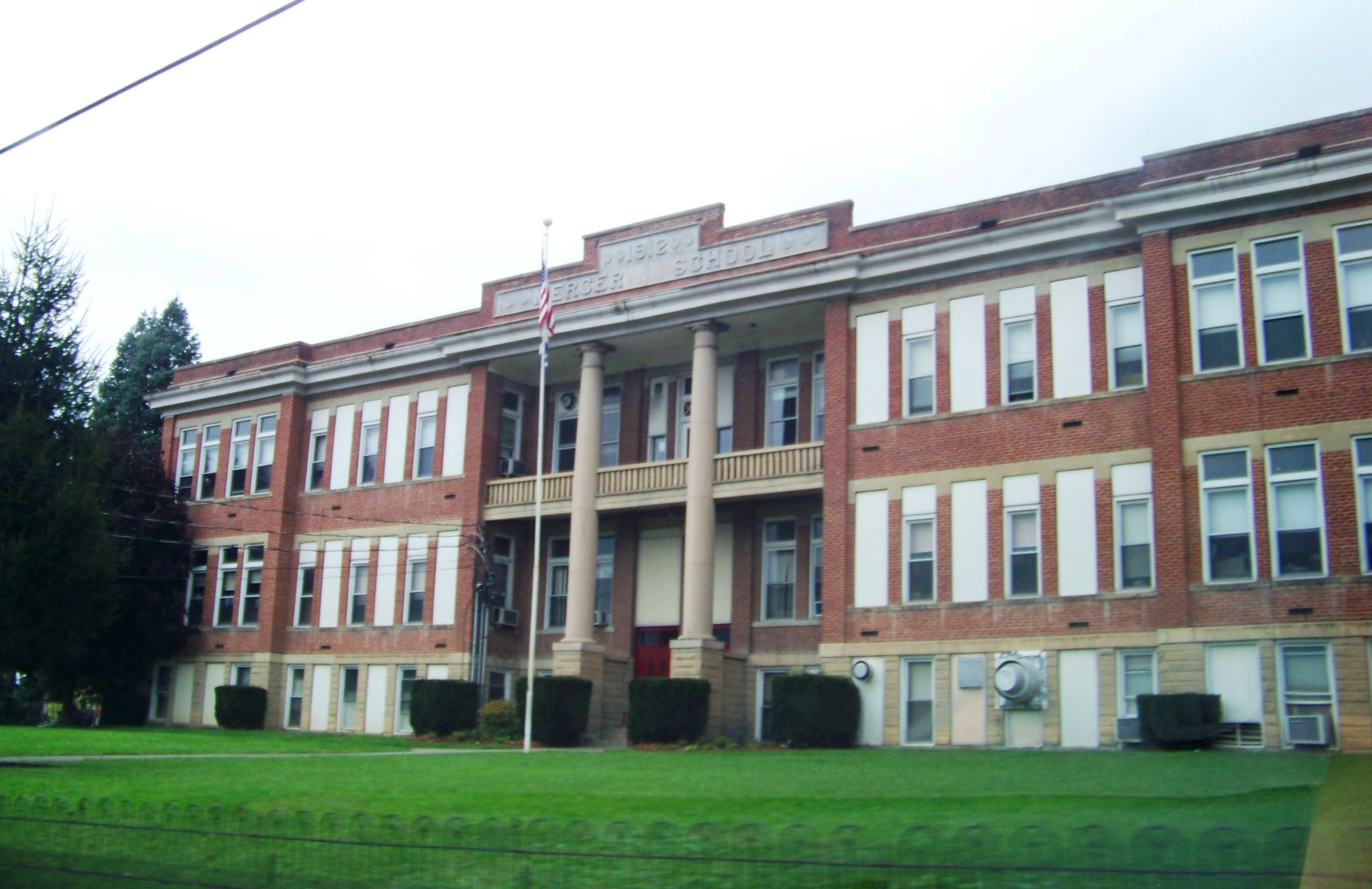
L’école.
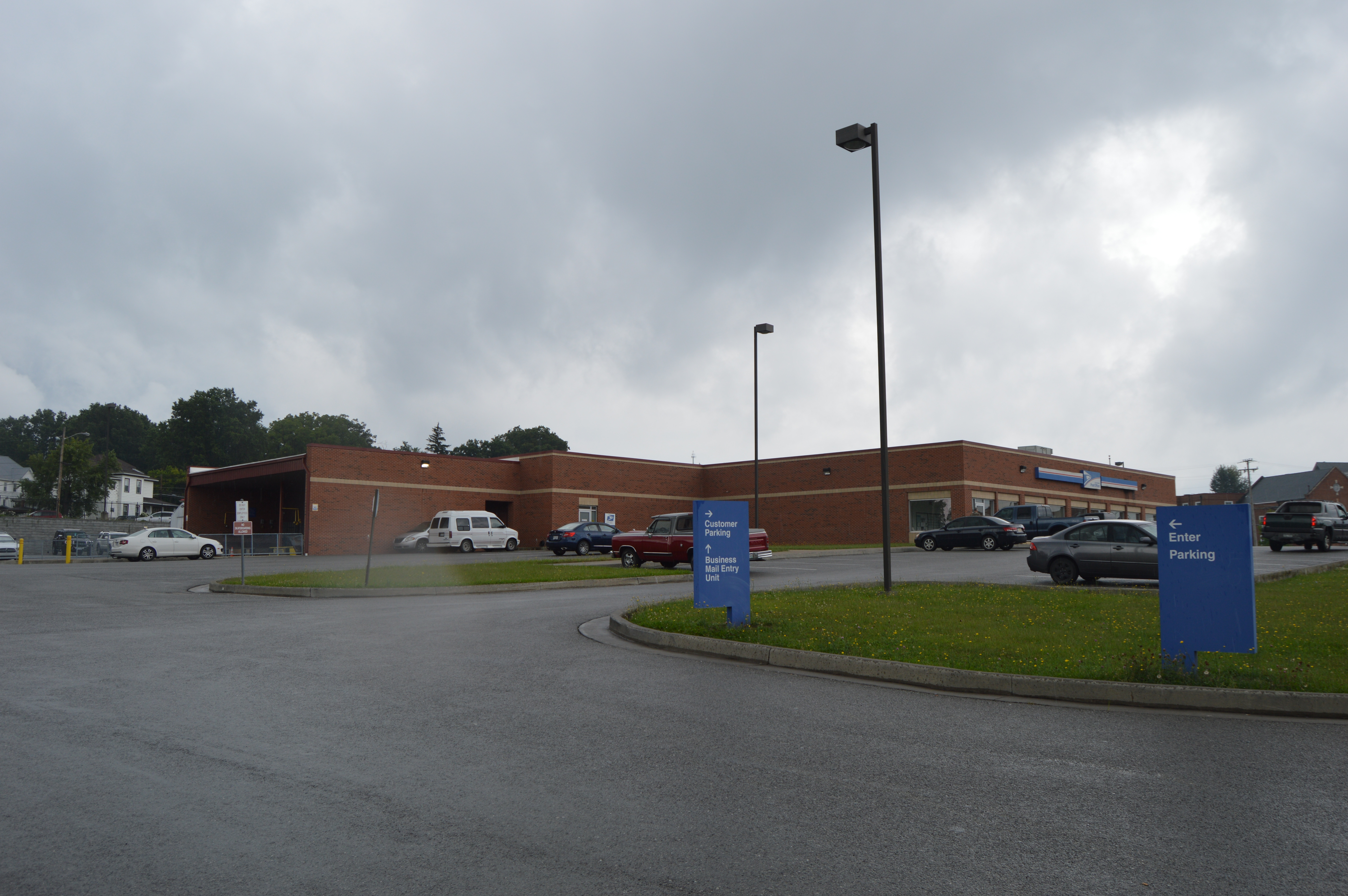
Le bureau de poste.